# Sfida nella valle dei Comanche
Sfida nella valle dei Comanche (Gunfight at Comanche Creek) è un film western del 1963 diretto da Frank McDonald.

## Trama
Comanche Creek, Colorado, 1875. Una banda di rapinatori guidata da Amos Troop fa evadere  prigionieri ricercati, li usa per commettere crimini e poi li uccide per incassare la taglia che nel frattempo è lievitata. Un detective della National Detective Agency, cade vittima di questa organizzazione i cui meccanismi però sono ormai noti. Così l'agenzia decide di inviare Bob "Gif" Gifford, a fare da esca, seguito come un'ombra dall'agente Nielson.
A Comanche Creek Gifford smercia banconote frutto di una rapina e così viene arrestato e, come previsto, fatto evadere dalla solita banda. Questa assume finalmente volti e nomi ma ne resta ignoto il contatto in città, probabilmente la vera mente del gruppo.
In attesa di scoprire di più Gifford è coinvolto in un assalto ad una diligenza e la sua taglia sale, ma al tempo stesso si avvicina fatalmente la sua fine. Intanto la banda libera un altro prigioniero e, proprio perché il tempo stringe, Nielsen decide di entrare in azione avvisando lo sceriffo ma venendo però catturato. Per non rivelare l'identità di Gifford, viene così ucciso. Ora la banda sa che uno dei due prigionieri è un infiltrato ma non sa chi sia.
Viene pianificata una rapina alla banca della città. La notte prima del colpo Gifford fa breccia nei convincimenti di Carter, il più giovane della banda, deciso a lasciare la vita da malvivente, e lo convince a lasciare la guardia ed andare ad avvisare lo sceriffo. Ma questi si rivela essere proprio l'altolocato contatto della banda in città, ed uccide il giovane inscenando un'aggressione.
Effettuato il colpo senza trovare ostacoli, i malviventi scappano col malloppo lasciando dietro i due ricercati. La scomparsa di Nielsen aveva intanto suggerito alla National Detective Agency di intervenire e così, con molti uomini in città pronti all'azione, la banda dei rapinatori viene individuata e bloccata non appena si accingeva a fuggire. Nel frattempo lo sceriffo ha già ucciso il primo ricercato e sta per far fuori anche Gifford quando viene fermato e avvisato della sua identità. L'intento era quello di ucciderli entrambi per assicurare la ricompensa a sé e alla banda.
Quando Gifford gli chiede che fine abbia fatto il ragazzo che aveva mandato ad avvertirlo, lo sceriffo dice di non aver visto nessuno, ma viene sbugiardato da Abbie, la proprietaria del saloon e così, nonostante un ultimo disperato tentativo, è finalmente arrestato.

## Produzione
Il film, diretto da Frank McDonald su una sceneggiatura di Edward Bernds, fu prodotto da Ben Schwalb per la Allied Artists Pictures e girato nell'Iverson Ranch a Los Angeles in California.

## Distribuzione
Il film fu distribuito con il titolo Gunfight at Comanche Creek negli Stati Uniti dal 6 novembre 1963 al cinema dalla Allied Artists.
Alcune delle uscite internazionali sono state:
- in Finlandia il 24 aprile 1964 (Kesytön länsi)
- in Germania Ovest il 12 giugno 1964 (Im Sattel ritt der Tod)
- in Austria nel 1965 (Im Sattel ritt der Tod)
- in Spagna (Arroyo comanche)
- in Brasile (Batalha em Riacho Comanche)
- in Francia (Duel au Colorado)
- in Portogallo (Duelo no Rio Diablo)
- in Italia (Sfida nella valle dei Comanche)

### Promozione
La tagline è: "A Gunslinging Detective Smashes The Most Ruthless Outlaw Gang Of All Time! Masked marauders... rampaging raiders blasting a trail of terror and violence across the West... and the man who pledged to stop them rode at their side!".

## Critica
Secondo Leonard Maltin il film è un "mediocre western".